# Фишбахтал
Фишбахтал (њем. Fischbachtal) општина је у њемачкој савезној држави Хесен. Једно је од 23 општинска средишта округа Дармштат-Дибург. Према процјени из 2010. у општини је живјело 2.669 становника. Посједује регионалну шифру (AGS) 6432007.

## Географски и демографски подаци
Фишбахтал се налази у савезној држави Хесен у округу Дармштат-Дибург. Општина се налази на надморској висини од 190 – 348 метара. Површина општине износи 13,3 km². У самом мјесту је, према процјени из 2010. године, живјело 2.669 становника. Просјечна густина становништва износи 201 становника/km².